# Prezydenci Haiti
|  | Portret | Prezydent                                     | Początek kadencji    | Koniec                                          | Uwagi |
|  |         | Jean-Jacques Dessalines / Jakub I (1758–1806) | 1 stycznia 1804      | 17 października 1806                            | Generał-Gubernator Haiti (1 stycznia 1804 – 22 września 1804) cesarz Haiti (22 września 1804 – 17 października 1806) |
|  |         | Henri Christophe / Henryk I (1767–1820)       | 17 października 1806 | 8 października 1820                             | tymczasowy szef rządu haitańskiego (17 października 1806 – 17 lutego 1807) prezydent (17 lutego 1807 – 28 marca 1811) król (28 marca 1811 – 8 października 1820) rządził w północnej części państwa |
|  |         | Alexandre Pétion (1770–1818)                  | 17 października 1806 | 29 marca 1818                                   | prezydent (17 października 1806 – 9 października 1816) prezydent dożywotni (9 października 1816 – 29 marca 1818) rządził w południowej części państwa |
|  |         | Jean-Pierre Boyer (1776–1850)                 | 30 marca 1818        | 13 lutego 1843                                  | dożywotni prezydent od 1820 w całym państwie. Od 1822 rządził także hiszpańską częścią wyspy |
|  |         | Charles Rivière-Hérard (1789–1850)            | 4 kwietnia 1843      | 3 maja 1844                                     | prezydent rządził całą wyspą |
|  |         | Philippe Guerrier (1757–1845)                 | 3 maja 1844          | 15 kwietnia 1845                                | prezydent |
|  |         | Jean-Louis Pierrot (1761–1857)                | 16 kwietnia 1845     | 24 marca 1846                                   | prezydent |
|  |         | Jean-Baptiste Riché (1780–1847)               | 24 marca 1846        | 28 lutego 1847                                  | prezydent |
|  |         | Faustin Soulouque / Faustyn I (1782–1867)     | 2 marca 1847         | 22 stycznia 1859                                | prezydent (2 marca 1847 – 26 sierpnia 1849) cesarz (26 sierpnia 1849 – 22 stycznia 1859) |
|  |         | Fabre Geffrard (1806–1878)                    | 22 stycznia 1859     | 13 marca 1867                                   | prezydent |
|  |         | Nissage Saget (1810–1880)                     | 20 marca 1867        | 2 maja 1867                                     | tymczasowy prezydent |
|  |         | Sylvain Salnave (1827–1870)                   | 4 maja 1867          | 27 grudnia 1869                                 | prezydent |
|  |         | Nissage Saget (1810–1880)                     | 27 grudnia 1869      | 14 maja 1874                                    | prezydent |
|  |         | Rada sekretarzy stanu                         | 14 maja 1874         | 14 czerwca 1874                                 | Rada sekretarzy stanu |
|  |         | Michel Domingue (1813–1877)                   | 14 czerwca 1874      | 15 kwietnia 1876                                | prezydent |
|  |         | Pierre Théoma Boisrond-Canal (1832–1905)      | 23 kwietnia 1876     | 17 lipca 1879                                   | tymczasowy prezydent (23 kwietnia 1876 – 17 lipca 1876) prezydent (17 lipca 1876 – 17 lipca 1879) |
|  |         | Joseph Lamothe (?–1891)                       | 26 lipca 1879        | 2 października 1879                             | tymczasowy prezydent |
|  |         | Lysius Salomon (1815–1888)                    | 2 października 1879  | 10 sierpnia 1888                                | prezydent |
|  |         | Pierre Théoma Boisrond-Canal (1832–1905)      | 10 sierpnia 1888     | 16 października 1888                            | tymczasowy prezydent |
|  |         | François Denys Légitime (1841–1935)           | 16 października 1888 | 23 sierpnia 1889                                | prezydent |
|  |         | Monpoint Jeune (1830–1905)                    | 23 sierpnia 1889     | 17 października 1889                            | tymczasowy prezydent |
|  |         | Florvil Hyppolite (1828–1896)                 | 17 października 1889 | 24 marca 1896                                   | prezydent |
|  |         | Tirésias Simon Sam (1835–1916)                | 31 marca 1896        | 12 maja 1902                                    | prezydent |
|  |         | Pierre Théoma Boisrond-Canal (1832–1905)      | 26 maja 1902         | 17 grudnia 1902                                 | tymczasowy prezydent |
|  |         | Pierre Nord Alexis (1820–1910)                | 21 grudnia 1902      | 2 grudnia 1908                                  | prezydent |
|  |         | François C. Antoine Simon (1843–1923)         | 6 grudnia 1908       | 3 sierpnia 1911                                 | prezydent |
|  |         | Cincinnatus Leconte (1854–1912)               | 15 sierpnia 1911     | 8 sierpnia 1912                                 | prezydent |
|  |         | Tancrède Auguste (1856–1913)                  | 8 sierpnia 1912      | 2 maja 1913                                     | prezydent |
|  |         | Michel Oreste (1859–1918)                     | 12 maja 1913         | 27 stycznia 1914                                | prezydent |
|  |         | Edmond Polynice (1855–19??)                   | 27 stycznia 1914     | 8 lutego 1914                                   | tymczasowy prezydent |
|  |         | Oreste Zamor (1861–1915)                      | 8 lutego 1914        | 29 października 1914                            | prezydent |
|  |         | Edmond Polynice (1855–19??)                   | 29 października 1914 | 7 listopada 1914                                | tymczasowy prezydent |
|  |         | Joseph Davilmar Théodore (1847–1917)          | 7 listopada 1914     | 22 lutego 1915                                  | prezydent |
|  |         | Vilbrun Guillaume Sam (1859–1915)             | 25 lutego 1915       | 28 lipca 1915                                   | prezydent |
|  |         | Philippe Sudré Dartiguenave (1863–1926)       | 12 sierpnia 1915     | 15 maja 1922                                    | prezydent rządził w czasie okupacji kraju przez Stany Zjednoczone Ameryki |
|  |         | Louis Borno (1865–1942)                       | 15 maja 1922         | 15 maja 1930                                    | prezydent rządził w czasie okupacji kraju przez Stany Zjednoczone Ameryki |
|  |         | Louis Eugène Roy (1861–1939)                  | 15 maja 1930         | 18 listopada 1930                               | prezydent rządził w czasie okupacji kraju przez Stany Zjednoczone Ameryki |
|  |         | Sténio Vincent (1874–1959)                    | 18 listopada 1930    | 15 maja 1941                                    | prezydent rządził w czasie okupacji kraju przez Stany Zjednoczone Ameryki |
|  |         | Élie Lescot (1883–1974)                       | 15 maja 1941         | 11 stycznia 1946                                | prezydent |
|  |         | Franck Lavaud (1903–1986)                     | 11 stycznia 1946     | 16 sierpnia 1946                                | przewodniczący wojskowego komitetu wykonawczego |
|  |         | Dumarsais Estimé (1900–1953)                  | 16 sierpnia 1946     | 10 maja 1950                                    | prezydent |
|  |         | Franck Lavaud (1903–1986)                     | 10 maja 1950         | 6 grudnia 1950                                  | przewodniczący junty rządowej |
|  |         | Paul Magloire (1907–2001)                     | 6 grudnia 1950       | 12 grudnia 1956                                 | prezydent |
|  |         | Joseph Nemours Pierre-Louis (1900–1966)       | 12 grudnia 1956      | 3 lutego 1957                                   | tymczasowy prezydent |
|  |         | Franck Sylvain (1909–1987)                    | 7 lutego 1957        | 2 kwietnia 1957                                 | tymczasowy prezydent |
|  |         | Rządowa Rada Wykonawcza                       | 2 kwietnia 1957      | 25 maja 1957                                    | Rządowa Rada Wykonawcza |
|  |         | Daniel Fignolé (1913–1986)                    | 25 maja 1957         | 14 czerwca 1957                                 | tymczasowy prezydent |
|  |         | Antonio Thrasybule Kébreau (1909–1963)        | 14 czerwca 1957      | 22 października 1957                            | przewodniczący rady wojskowej |
|  |         | François Duvalier (1907–1971)                 | 22 października 1957 | 21 kwietnia 1971                                | prezydent (22 października 1957 – 22 czerwca 1964) dożywotni prezydent (22 czerwca 1964 – 21 kwietnia 1971) |
|  |         | Jean-Claude Duvalier (1951–2014)              | 21 kwietnia 1971     | 7 lutego 1986                                   | dożywotni prezydent |
|  |         | Henri Namphy (1932–2018)                      | 7 lutego 1986        | 7 lutego 1988                                   | prezydent |
|  |         | Leslie Manigat (1930–2014)                    | 7 lutego 1988        | 20 czerwca 1988                                 | prezydent |
|  |         | Henri Namphy (1932–2018)                      | 20 czerwca 1988      | 17 września 1988                                | prezydent |
|  |         | Prosper Avril (1937–)                         | 17 września 1988     | 10 marca 1990                                   | prezydent |
|  |         | Hérard Abraham (1940–2022)                    | 10 marca 1990        | 13 marca 1990                                   | tymczasowy prezydent |
|  |         | Ertha Pascal-Trouillot (1943–)                | 13 marca 1990        | 7 lutego 1991                                   | tymczasowy prezydent |
|  |         | Jean-Bertrand Aristide (1953–)                | 7 lutego 1991        | 30 września 1991                                | prezydent |
|  |         | Raoul Cédras (1949–)                          | 30 września 1991     | 8 października 1991                             | tymczasowy prezydent przywódca wojskowej junty |
|  |         | Joseph Nérette (1924–2007)                    | 8 października 1991  | 19 czerwca 1992                                 | tymczasowy prezydent |
|  |         | Marc Bazin (1932–2010)                        | 19 czerwca 1992      | 15 czerwca 1993                                 | tymczasowy prezydent |
|  |         | Jean-Bertrand Aristide (1953–)                | 15 czerwca 1993      | 12 maja 1994                                    | prezydent |
|  |         | Émile Jonassaint (1913–1995)                  | 12 maja 1994         | 12 października 1994                            | tymczasowy prezydent |
|  |         | Jean-Bertrand Aristide (1953–)                | 12 października 1994 | 7 lutego 1996                                   | prezydent |
|  |         | René Préval (1943–2017)                       | 7 lutego 1996        | 7 lutego 2001                                   | prezydent |
|  |         | Jean-Bertrand Aristide (1953–)                | 7 lutego 2001        | 29 lutego 2004                                  | prezydent |
|  |         | Boniface Alexandre (1936–2023)                | 29 lutego 2004       | 14 maja 2006                                    | tymczasowy prezydent |
|  |         | René Préval (1943–2017)                       | 14 maja 2006         | 14 maja 2011                                    | prezydent |
|  |         | Michel Martelly (1961–)                       | 14 maja 2011         | 7 lutego 2016                                   | prezydent |
|  |         | Evans Paul (1955–)                            | 7 lutego 2016        | 14 lutego 2016                                  | pełniący obowiązki prezydenta |
|  |         | Jocelerme Privert (1953–)                     | 14 lutego 2016       | 7 lutego 2017                                   | tymczasowy prezydent |
|  |         | Jovenel Moïse (1968–2021)                     | 7 lutego 2017        | 7 lipca 2021                                    | prezydent |
|  |         | Claude Joseph (1980-)                         | 7 lipca 2021         | 20 lipca 2021                                   | pełniący obowiązki prezydenta wraz z całą Radą Ministrów |
|  |         | Ariel Henry (1949–)                           | 20 lipca 2021        | 25 kwietnia 2024 (dymisja w dniu 11 marca 2024) | pełniący obowiązki prezydenta wraz z całą Radą Ministrów |
|  |         | Prezydencka Rada Przejściowa                  | 25 kwietnia 2024     | nadal                                           | przewodniczący: Edgard Leblanc Fils (25 kwietnia–7 października 2024) Leslie Voltaire (7 października 2024–7 marca 2025) Fritz Jean (od 7 marca 2025) członkowie: - Smith Augustin - Fritz Jean (do 7 marca 2025) - Laurent Saint-Cyr - Louis Gérald Gilles - Emmanuel Vertilaire - Leslie Voltaire (25 kwietnia–7 października 2024 oraz od 7 marca 2025) - Edgard Leblanc Fils (od 7 października 2024) obserwatorzy: - Regine Abraham - Frinel Joseph |